# Raimon de Cornet
Raimon de Cornet fou un poeta occità, fundador el 1323 del Consistori del Gai Saber de Tolosa de Llenguadoc. Era nascut a Sant Antoní de Roergue, fill del poeta protegit d'Enric II de Rodés. Era sacerdot secular el 1324 i el 1326 marxà a Avinyó. La seva obra desperta el tòpic dels poetes antics cantant el perfet amor a una dama (potser l'esposa de Guiu de Comenges). El 1330 va guanyar la viola d'honor als Jocs Florals. Va fer sirventesos al rei d'Anglaterra, que ocupava el Carcí, i contra el rei francès Felip de Valois el 1336. Va conrear el sirventès, planh, tençó, cançó i vers.